# Raul Giuberti
Raul Giuberti (Colatina, 21 de abril de 1914 – Rio de Janeiro, 16 de fevereiro de 1981) foi um médico e político brasileiro.

## Biografia
Filho de Ângelo Giuberti e de Adélia Giuberti, ambos imigrantes italianos. Fez seus estudos primários na Escola Singular Masculina, em sua cidade natal, e os secundários no ginásio anexo à Academia de Comércio de Juiz de Fora, bacharelando-se mais tarde pela Escola de Medicina e Cirurgia do Rio de Janeiro, no então Distrito Federal.
De volta a Colatina, dedicou-se à prática médica e iniciou sua carreira política como vereador à Câmara Municipal, da qual foi presidente entre 1950 e 1954. Foi ainda prefeito de Colatina de 1954 a 1958, período em que o município foi classificado como o de maior progresso do Brasil, em concurso promovido pelo Instituto Brasileiro de Administração Municipal (IBAM) em  1956.
Foi prefeito de Colatina, de 1955 a 1959.
Foi vice-governador do Espírito Santo, assumindo o cargo de governador de 10 de outubro de 1959 a 6 de julho de 1962.
Faleceu no Rio de Janeiro no dia 16 de fevereiro de 1981. Foi casado com Arlete Tardin Giuberti, com quem teve três filhos.